# Stenodeza fallax
Stenodeza fallax är en spindelart som beskrevs av Mello-Leitao 1917. Stenodeza fallax ingår i släktet Stenodeza och familjen hoppspindlar. Inga underarter finns listade i Catalogue of Life.